# Dark Fantasy (Fanucci Editore)
Dark Fantasy è stata una collana editoriale di narrativa fantastica pubblicata in Italia da Fanucci Editore a cavallo fra 1991 e 1992, per un totale di 7 uscite.

## Storia editoriale
Sin dalla sua fondazione nel 1971 Fanucci Editore si era specializzata nell'importazione in Italia di narrativa fantastica angloamericana e inizialmente aveva pubblicato collane miscellanee quali Futuro. I Pocket di Fantascienza, Futuro. Biblioteca di Fantascienza,  Orizzonti. Capolavori di Fantasia e Fantascienza e Sidera nello spazio e nel tempo, nelle quali apparivano in proporzione variabile sia romanzi sia raccolte di racconti, sia fantascienza vera e propria sia varie forme di horror e fantasy; a partire dai primi anni Ottanta, però, queste selezioni potenzialmente ridondanti vennero razionalizzate e ristrutturate con il lancio di tre collane internamente uniformi ed esplicitamente complementari, ovverosia Il Libro d'Oro della Fantascienza, I Libri di Fantasy. Il Fantastico nella Fantascienza e I Miti di Cthulhu. Dark Fantasy fu per l'appunto un effimero esperimento di collana "figlia" de I Libri Fantasy, espressamente dedicata al sottogenere dark fantasy e in particolare a quello ambientato in contesti di fantasy storico (laddove la collana "madre" proponeva principalmente testi high fantasy), ma venne chiusa dopo appena un anno, lasciando in sospeso la traduzione di tre diverse saghe di romanzi; una di esse fu completata entro la collana "madre", le altre due restarono incompiute. 
Tutti i volumi furono stampati con foliazione di 210x140 mm e rilegati in brossura, analogamente a quelli de I Libri di Fantasy, e presentavano il logo della collana in una fascetta orizzontale sul lato superiore della copertina.

## Elenco delle pubblicazioni
| Numero | Autore               | Titolo             | Note | Anno          | ISBN       |
| ------ | -------------------- | ------------------ | --- | ------------- | ---------- |
| 1      | C. J. Cherryh        | Rusalka            | Primo romanzo della trilogia della Rusalka.                                                               | Maggio 1991   | 8834700546 |
| 2      | Chelsea Quinn Yarbro | Fiamme su Bisanzio | Primo romanzo della trilogia di Atta Olivia Clemens.                                                      | Giugno 1991   | 8834700562 |
| 3      | Brian Lumley         | Khai               | | Febbraio 1992 | 8834700465 |
| 4      | Brian Lumley         | Il mondo dei sogni | Omnibus dei primi due romanzi della tetralogia del Mondo dei Sogni, i testi sono presentati come fix-up . | Marzo 1992    | 8834700457 |
| 5      | Tim Powers           | Lamia              | Primo romanzo della dilogia della Lamia.                                                                  | Giugno 1992   | 883470357X |
| 6      | C. J. Cherryh        | Chernevog          | Secondo romanzo della trilogia della Rusalka.                                                             | Novembre 1992 | 8834703685 |
| 7      | Chelsea Quinn Yarbro | Il Dio dimenticato | | Novembre 1992 | 8834703693 |